# Tim Konings
Tim Konings (Eindhoven, 17 oktober 1985) is een Nederlands voetballer die als linkervleugelverdediger speelt. Hij stond van 2010 tot 2015 onder contract bij het Groesbeekse Achilles '29, waarmee hij tweemaal de Topklasse Zondag en eenmaal het algeheel amateurkampioenschap wist te winnen en sinds 2013 in de Eerste Divisie uitkwam.

## Carrière
Konings kwam in 1997 terecht in de jeugdopleiding van PSV. Na 7 jaar verliet Konings de Brabantse opleiding en vertrok hij naar Helmond Sport. Door blessures slaagde Konings hier niet en hij besloot zijn heil te zoeken bij de amateurs van SV Deurne. Hier beleefde hij het beste seizoen in de geschiedenis van de club in 2008, met de KNVB bekerwedstrijd tegen Feyenoord en winst in de Hoofdklasse Zondag B. Konings besloot echter te vertrekken naar mede-hoofdklasser VV De Bataven, vanwege de grote reisafstand.
In zijn eerste seizoen in Gendt was Konings de eerste keus op de linksbackpositie. Toen hij tegen De Treffers een scheurtje in zijn voet opliep, moest hij echter de laatste weken van het seizoen missen en de club degradeerde naar de Eerste Klasse. In zijn tweede seizoen miste De Bataven in de nacompetitie promotie terug naar de Hoofdklasse. In mei 2010 werd bekend dat hij teamgenoot Laurens Rijnbeek zou volgen naar Achilles '29, wie vanaf dat seizoen zouden instromen naar de nieuwe Topklasse Zondag.

### Achilles '29
Onder Eric Meijers werd Konings al snel een basisklant op de linksbackpositie. In zijn eerste seizoen werd Achilles tweede in de Topklasse Zondag achter FC Oss. In dit seizoen won Konings onder meer de Districtsbeker Oost en de KNVB beker voor amateurs.
Als landelijke bekerwinnaar won Achilles in de strijd om de Super Cup amateurs met 2-1 van landskampioen vv IJsselmeervogels. Met een straatlengte afstand werd uiteindelijk ook het zondagkampioenschap behaald en enkele weken later volgde hmet overmacht het algeheel landskampioenschap tegen SV Spakenburg (2-0, 3-0).
In het derde seizoen van Konings bij de Topklasser werd het kunststukje van Meijers onder Jan van Deinsen deels herhaald, want na opnieuw met 2-1 de Super Cup voor amateurs te hebben gewonnen van RKSV Leonidas won Konings ook het het kampioenschap in de Topklasse Zondag. Ook onder Van Deinsen was Konings een belangrijke schakel op de linkerflank en hij maakte dat seizoen zijn eerste goal, uit een hoekschop. Verder speelde hij ook een bekerwedstrijd tegen zijn oude club PSV. Konings veroorzaakte hierin een penalty, die gekeerd werd door Barry Ditewig. De wedstrijd ging uiteindelijk nipt verloren met 3-2. Ondanks het kampioenschap had het seizoen een teleurstellend einde, want het landskampioenschap werd over twee wedstrijden met 3-0 verloren van vv Katwijk. Konings speelde in zijn derde seizoen bij de Groesbekers 25 competitiewedstrijden, door twee blessures.
Ondanks het verloren kampioenschap mocht Achilles deelnemen aan een tweejarige pilot, waardoor ze vanaf het seizoen 2013/14 in de Eerste Divisie acteren. Konings maakte in de uitwedstrijd tegen FC Emmen op 3 augustus 2013 zijn debuut in het betaald voetbal en startte, ondanks licht blessureleed, ook de zes hieropvolgende wedstrijden in de basis. In de gewonnen thuiswedstrijd tegen Jong Ajax, werd hij voortijdig vervangen. Het zou de laatste wedstrijd van het kalenderjaar blijken voor de linksback, want door een vergroeid bot in zijn heupgewricht bleef hij de rest van het jaar aan de kant. In november werd bekend dat Konings voor een cruciale periode stond, want wanneer de Eindhovenaar in het begin van het nieuwe jaar niet pijnloos zou kunnen wenden en keren, dreigde hij te moeten stoppen met voetballen. Uiteindelijk herstelde hij voldoende en op 18 april 2014 maakte hij zijn rentree, tegen Jong PSV in het Philips Stadion (2-1), als invaller na 78 minuten. Ook in de laatste twee wedstrijden van het seizoen was Konings invaller, hij speelde beide keren een half uur.
In het volgende seizoen begon Konings aanvankelijk als basisspeler, maar door een blessure miste hij al vroeg twee wedstrijden. Na zijn terugkeer stond hij nog twee keer in de basis voordat hij op 28 september gepasseerd werd ten faveure van Nicky van de Groes. Een week later viel hij in een wedstrijd met het tweede elftal van Achilles geblesseerd uit, nadat hij ongelukkig op zijn heup viel en per ambulance het veld moest verlaten. De blessure viel mee en een maand later zat hij weer bij de selectie. Vanaf 8 november (Jong FC Twente) stond hij weer in de basis. Op 29 november viel Konings tijdens de rust geblesseerd uit tegen FC Den Bosch, maar was hij tijdig hersteld voor de wedstrijd tegen FC Volendam twee dagen later. Hierna verloor hij echter wel weer zijn basisplaats aan Van de Groes. Door verschillende blessures bij de centrale verdedigers, moest Konings in het nieuwe kalenderjaar nog een paar keer als centrumverdediger optreden.

## Erelijst
SV Deurne
- Eerste Klasse Zondag: 2007
- Zondag Hoofdklasse B: 2008

 Achilles '29
- Topklasse Zondag: 2012, 2013
- Algemeen amateurkampioenschap: 2012
- Districtsbeker Oost: 2011
- KNVB beker voor amateurs: 2011
- Super Cup amateurs: 2011, 2012
- Gelders sportploeg van het jaar: 2012, 2013